# Rattus Norvegicus
Pour l’article homonyme, voir Rattus norvegicus.
Albums de The Stranglers
No More Heroes
(1977)
Rattus Norvegicus est le premier album du groupe britannique The Stranglers. Paru en avril 1977, sa réalisation est fortement liée à celle du deuxième album, No More Heroes. Enregistré en quelques jours, il est constitué d’une partie des chansons que le groupe a écrites depuis sa formation, en 1974, et qui font partie de son répertoire habituel de l’époque. Le producteur Martin Rushent y fait quasiment ses débuts et va se faire connaître par son entremise.
Sorti en pleine période punk, l’album se révèle cependant plus proche de la new wave anglaise ou américaine contemporaine et synthétise des influences beaucoup plus larges de pub rock, rock psychédélique et même d’un soupçon de rock progressif, alors unanimement abhorré par la « nouvelle vague ». Mais l’agressivité qui se dégage des paroles et de la manière de chanter du groupe les rapproche du mouvement punk.
L’album reçoit pour titre le nom scientifique du rat brun à cause de la chanson Down in the Sewer (En bas dans les égouts) qui le clôt. On retrouve déjà sur ce premier opus les caractéristiques musicales et lyriques que le groupe va développer par la suite : sens de la mélodie et paroles provocantes, maîtrise instrumentale et noirceur de l’inspiration. Mais, les polémiques engendrées par les paroles de plusieurs chansons font parfois oublier, dans les médias de l’époque, la qualité de la musique.
Rattus Norvegicus est un succès en Grande-Bretagne où il se classe à la 4e place des charts et procure au groupe une popularité immédiate. Des deux singles tirés de l’album, le premier, (Get a) Grip (on Yourself), se classe 44e, tandis que le second Peaches est un des « tubes de l’été » 77.

## Genèse et enregistrement

### Contexte général
Au moment où Rattus Norvegicus sort, en avril 1977, la première vague punk (septembre 1976-été 1977) est en pleine expansion à Londres et, dans une moindre mesure, dans le reste du Royaume-Uni. Le premier 45 tours d'un groupe punk britannique est sorti en octobre 1976 (New Rose des Damned) suivi par leur premier album en février 77. The Clash est le seul autre groupe de la nouvelle vague à publier un 33 tours avant celui des Stranglers. Les premiers albums des Jam (mai), des Vibrators (juin), des Boomtown Rats et de The Boys (septembre), des Sex Pistols (octobre), des Skrewdriver (novembre) et de Wire (décembre) seront les seuls à sortir avant la fin de l'année 1977.
En fait, au cours de l'année que dure le premier mouvement punk, très peu de groupes sont prêts à sortir des albums entiers. Ceux qui le font sont, en général, des groupes formés depuis un certain temps (Jam en 1972, Stranglers en 1974, Sex Pistols et Boomtown Rats en 1975) ou issus de groupes préexistants (The Damned, The Clash, The Vibrators, The Boys).

### Genèse
Formés depuis 1974, les Stranglers ont eu le temps de composer et de roder sur scène le répertoire de leurs deux premiers 33 tours. Le guitariste Hugh Cornwell expliquera ainsi dans sa biographie : « Chaque fois que nous écrivions une chanson neuve, nous en jetions une plus ancienne. Aussi, au début de 1976, nous jouions la majorité de notre premier album Rattus. »
Les démos enregistrées cette année-là (aux studios Foel au cours du printemps 76 puis aux studios Pebble Beach et Riverside durant l'été) comportent, en effet, des versions très proches de celles qui seront gravées sur disque de Peaches, Down in the Sewer, Go Buddy Go, (Get a) Grip (on Yourself), Bitching et Peasant in the big shitty. Mais leur tempo est en général plus lent et les chanteurs ... chantent ; le rodage sur scène, la rencontre avec les groupes punks et les difficultés que le groupe rencontre se chargeront de les accélérer et de modifier la façon de chanter de Hugh Cornwell et de Jean-Jacques Burnel. Un autre titre figurant sur Rattus Norvegicus, Princess of the Streets, a été enregistré par les soins du groupe lors d'un concert donné fin 1975.
L'incorporation du claviériste Dave Greenfield, recruté en juillet 75, en remplacement du multi-instrumentiste suédois Hans Warmling, change également le style des premières compositions. Les toutes premières démos de mars 1975 enregistrées pour le label Safari et dont une seule sortira finalement en disque (Strange Little Girl) en témoignent. Recruté pour sa ressemblance avec Ray Manzarek des Doors, Dave apporte une touche « gothique » au groupe débutant. D'un soft rock (c'est comme cela que le groupe se qualifiait dans l'annonce de son recrutement), ils passent alors progressivement à un style proche du pub rock mais avec une touche psychédélique qui les met à part.
De la même manière que le style musical change, les thèmes abordés dans les chansons évoluent également. De chansons assez romantiques au départ (My Young Dreams, Strange Little Girl, Make you Mine), celles qui finiront sur les deux premiers albums seront, en fait, très inspirées de leurs difficultés quotidiennes.

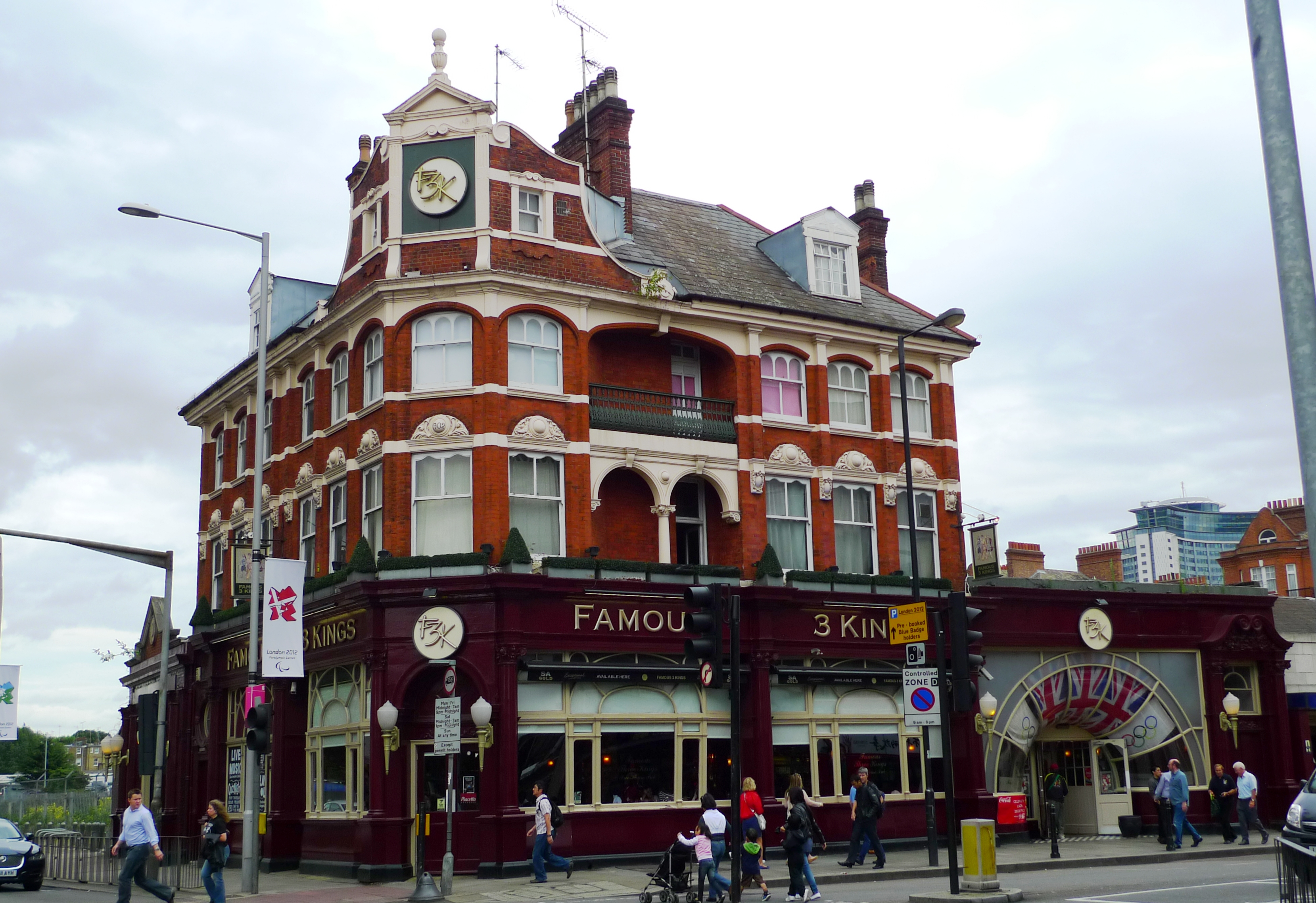
Le pub Nashville Room où les Stranglers enregistrent un album live qui ne sortira jamais, fin 1976.

Les trois premières années d'existence des Stranglers sont en effet des années difficiles mais formatrices. Ils tournent dans le circuit des pubs locaux et acceptent des concerts privés où on leur demande, le plus souvent, d'interpréter les tubes du moment. C'est ainsi qu'ils en viennent à reprendre Walk On By de Dionne Warwick dont ils enregistreront une version en 1978. À l'automne 75, ils se font remarquer par l'agence de management Albion qui gère plusieurs pubs londoniens et font leurs débuts dans la capitale en première partie de Vivian Stanshall au Nashville Room. Puis, ils investissent un autre pub londonien, le Hope & Anchor, où on leur confie la difficile animation du dimanche soir. Ils attirent ainsi l'œil du programmateur de la Roundhouse, une salle de moyenne capacité de Londres, et se retrouvent en première partie de Patti Smith, pour deux concerts en mai 76, et des Flamin Groovies et des Ramones, en juillet 76.
Mais ils sont toujours à la recherche d'une maison de disques, alors que d'autres groupes de la première vague punk ont signé des contrats et commencé à sortir des disques (Damned signe chez Stiff en septembre 76, les Sex Pistols chez EMI et les Vibrators chez RAK en octobre 76). Finalement, après avoir été refusés par pas moins de 24 maisons de disques, ils finissent par convaincre Andrew Lauder, directeur artistique chez United Artists et signent à leur tour un contrat le 6 décembre 1976. Avec leurs 40 000 £ d'avance, ils peuvent enfin remplacer leur matériel d'amplification qui est à bout de souffle, ce qui leur a souvent joué des tours sur scène.

### Enregistrement
Après la signature avec United Artists, un concert est enregistré le 10 décembre 1976 en vue de constituer le premier album du groupe. Mais personne n'est satisfait du résultat et les Stranglers rentrent alors en studio, en décembre, pour enregistrer un premier 45 tours avec (Get a) Grip (on Yourself) et London Lady. Ils y retournent en janvier 1977 pour enregistrer, en l'espace de six jours, treize titres qui vont constituer Rattus Norvegicus et une moitié du deuxième album No More Heroes. Les titres choisis pour figurer sur le premier album sont, en général, les titres les plus anciens donc les plus aboutis.

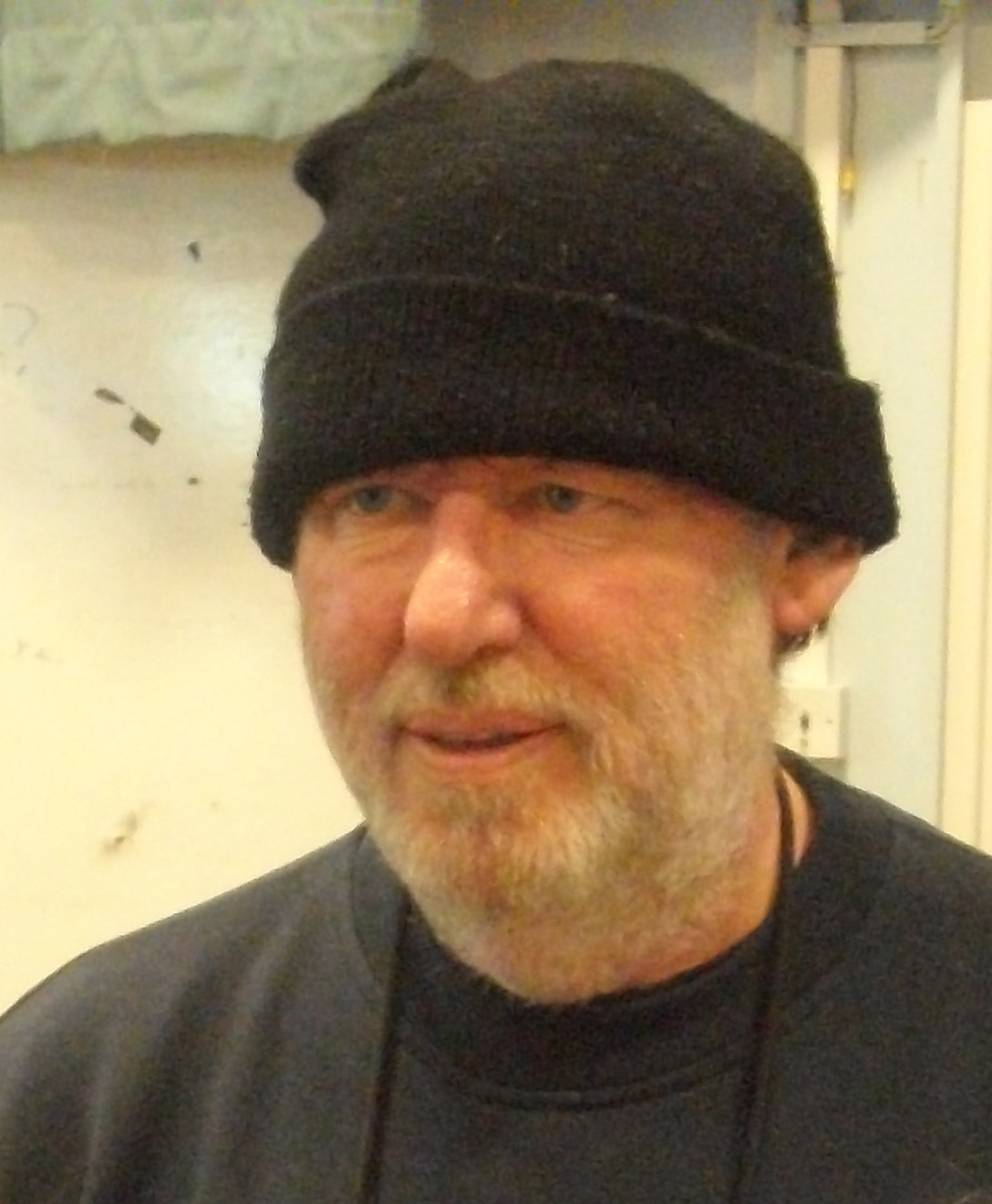
Martin Rushent produit les trois premiers albums studio des Stranglers.

Les Stranglers ont choisi de retourner aux studios TW de Fulham (Londres) où ils ont produit leurs premières démos, en 1975. Ouvert en 1972, c'est un petit studio 16 pistes, utilisé surtout par des groupes débutants pour produire leurs démos. Alan Winstanley, qui formera le duo de producteurs Langer & Winstanley dans les années 1980, en est l'ingénieur du son.
Le premier single et l'album sont produits par un jeune employé de United Artists, Martin Rushent. Comme producteur, celui-ci n'est crédité jusque-là que sur des albums de groupes peu connus (Curved Air ou Sammy) mais comme ingénieur, il a travaillé pour Shirley Bassey, Fleetwood Mac ou T. Rex. Il produira au total quatre disques des Stranglers, les suivra sur des tournées ou en concert, ce qui fera dire à la presse de l'époque que Martin en est devenu le cinquième membre.
Interviewé des années après, Martin Rushent se souvient : « Nous voulions toute l'énergie et le feu [des concerts] sans nous perdre dans des overdubs de guitare qui n'en finiraient pas. Alors je leur ai tout fait faire live, en trois ou peut-être quatre prises consécutives de chaque morceau, avant de passer au suivant. (...) Hugh jouait de la guitare rythmique en direct pendant la session et parfois faisait le solo de la même manière. À l'occasion, il doublait le solo ou nous ajoutions une seconde guitare rythmique, juste pour étoffer le son. Pour la basse, il [JJ Burnel] est responsable du son. C'était un guitariste à l'origine et il avait ce style de jeu au médiator et avec des cordes à filet plat et fort tirant, qui donne un ton sonore. Puis, il poussait son ampli à fond (...). Je me souviens que nous avions quasiment tous les boutons de réglage au maximum. »
Pour traiter le chant, il utilise un harmonizer qui combine une piste avec les voix naturelles et deux pistes avec les voix enregistrées un ton en dessous et un ton au-dessus. Le disque est ensuite mixé au studio Olympic à Barnes (Londres) par Doug Bennett.

## Parution et Réception

### Parution
Le premier 45 tours tiré de l'album sort le 28 janvier 1977. (Get a) Grip (on Yourself) fait une entrée discrète dans les charts où il stagne à la 44e place avant de disparaître complètement. Le groupe attribue ce relatif insuccès à une erreur du magazine chargé d'imprimer les classements : en effet, dans le numéro de Music Week où le single aurait dû apparaître, il a été remplacé par un autre disque. Les commandes des disquaires étant en partie basées sur ces classements, cela les stoppe net. Le magazine reconnaîtra ensuite son erreur et fera des excuses publiques mais le mal est fait.
Juste avant la sortie de Rattus Norvegicus, le groupe enregistre une session pour l'emblématique DJ de BBC Radio 1, John Peel. Ils interprètent quatre titres qui se retrouveront sur les deux prochains albums : Hanging around, I Feel Like a Wog, Goodbye Toulouse, Something Better Change. À l'époque, une  Peel Sessions constitue une publicité non négligeable. Une vidéo de Grip est également diffusée dans le Old Grey Whistle Test, une émission télévisée de la BBC, le 5 avril.
L'album sort le 15 avril 1977, au Royaume-Uni avec, en bonus pour les 10 000 premiers pressages, un nouveau 45 t inédit comportant les titres Choosey Susie et Peasant in the Big Shitty. Dans la foulée, il est publié sur le continent européen. La nouvelle vague britannique commence également à attirer l'intérêt des grandes maisons de disques américaines. Elvis Costello et les Vibrators sont signés par Columbia, Warner prend les Sex Pistols sous son aile. Les Stranglers échoient à A&M qui s'empresse de publier l'album en juillet 1977. Au Canada, c'est la branche locale de United Artists qui le sort.

### Critique
En Angleterre, quasiment toutes les critiques contemporaines ouvrent sur les polémiques déclenchées par les Stranglers, avant d'aborder (parfois de loin) la musique : le Melody Maker traite le groupe d'opportunistes qui se font passer pour des punks tandis que le New Musical Express est outré de la misogynie que recèlent les paroles de l'album. Mais dans l'ensemble, les critiques sont bonnes, Phil McNeill jugeant même dans le NME que « chaque titre est virtuellement un petit chef-d’œuvre ».
Rien de tel en France où les polémiques n'ont pas traversé la Manche et où les trois critiques parues dans les mensuels Best et Rock & Folk sont très bonnes. Francis Dordor et Philippe Manœuvre, alors tous deux jeunes journalistes partisans de la nouvelle vague, s'enthousiasment pour les Stranglers. Rock & Folk écrit notamment : « Ceci est le premier album à ranimer la flamme et à procurer le grand frisson depuis... depuis quand au fait ? Depuis bien trop longtemps ! »
Les analyses musicales contemporaines soulignent, quasi systématiquement, la proximité avec le rock psychédélique américain des années 1960 et en particulier avec les Doors, (Melody Maker, Sounds, Zig Zag, Best). Si le travail de Dave Greenfield aux claviers ou de JJ Burnel à la basse est remarqué, c'est paradoxalement Hugh Cornwell qui retient l'attention d'Alain Pons dans Best (« l'élément le plus intéressant du groupe ») et de Chas de Whalley dans Sounds.
Le succès du disque leur vaut, à l'époque, d'être très bien classés dans les votes récapitulatifs annuels des lecteurs de la presse rock britannique : ainsi, dans le NME, JJ Burnel se classe 1er bassiste, Dave Greenfield 2e claviériste (derrière Rick Wakeman de Yes), les Stranglers 6e meilleur groupe, Rattus Norvegicus 4e meilleur album et Peaches 9e meilleur single. Ils sont également bien placés par les lecteurs de Sounds et du Melody Maker aux goûts plus conservateurs. Les critiques du NME accordent la dixième place à Rattus Norvegicus dans leur liste des meilleurs albums de l'année; cela ne se produira plus jamais.
Après une éclipse critique dans les années 1980 et 90, les Stranglers réapparaissent dans les classements musicaux rétrospectifs, à partir des années 2000. Dans les ouvrages de référence coordonnés par Robert Dimery, Rattus Norvegicus est sélectionné dans les 1001 albums qu'il faut avoir écoutés dans sa vie et Peaches parmi les 1001 chansons. Le magazine anglais Mojo l’intègre dans une sélection de 77 albums punk, en 2005. En France, Philippe Manœuvre a placé le 33 tours dans le tome 2 de sa discothèque idéale et Rock & Folk dans sa sélection de 108 albums punk en jugeant que « l'album dépote et demeure paradoxalement l'un des disques les plus représentatifs de l'époque. »

### Classement des ventes
Poussés par le scandale déclenché au Royaume-Uni, les premiers disques punks ou assimilés ont commencé timidement à rentrer dans les charts : les singles Anarchy in the U.K. (des Sex Pistols) et White Riot (des Clash) montent tous les deux à la 38e place, Automatic Lover (des Vibrators) à la 35e, l'album Damned Damned Damned se classe à la 36e place et The Clash à la 12e place. Mais c'est Rattus Norvegicus qui va se vendre le mieux, atteignant la 4e place des charts britanniques et y restant pendant trente-quatre semaines. L'album est certifié disque de platine le 2 février 1982 ce qui en fait l'album des Stranglers le mieux vendu au Royaume-Uni.
La surprise des managers et de la maison de disques est totale devant ce succès. À cette époque, peu de premiers albums ont fait aussi bien. Mais Andrew Lauder, l’homme qui les a découverts, tempère en expliquant qu’on a « constamment sous-estimé le groupe qui ne doit son succès qu’à son travail acharné. Ils ont joué 250 concerts l’an dernier, partout dans le pays. Ils ont travaillé sans arrêt, jouant en tête d’affiche dans des petits clubs et les remplissant ».
D’autre part, comme l’estime leur biographe, les Stranglers « l’ont joué fine, ils ont été suffisamment scandaleux pour retenir l’attention des médias pour le punk (apparaissant quasiment toutes les semaines dans les tabloïds) mais aussi suffisamment musicaux pour être la face acceptable de la new wave. » Ainsi, ce qui fait le succès du disque est aussi ce que les défenseurs du punk pur et dur leur reprochent : savoir jouer, avoir de bonnes mélodies et des arrangements relativement sophistiqués.
Des deux 45 tours tirés de l'album, Grip et Peaches, c'est le deuxième qui rencontre le plus de succès en se classant à la 8e place des charts britanniques et en y restant pendant quatorze semaines. Cela vaut aux Stranglers leur premier passage dans l'émission télévisée Top of the Pops mais pas avec Peaches qui passe très peu sur les antennes de la BBC, avec Go Buddy Go que le groupe a décidé de défendre à la place.

### Tournée de promotion
Afin de promouvoir l'album, les Stranglers se lancent, le 20 mai 1977, dans une grande tournée britannique de trente dates : le Rats on the Road Tour. La tournée a été difficile à mettre sur pied : le groupe doit faire face à de nombreuses annulations de promoteurs ou de municipalités effrayées par la réputation des groupes punk. Les villes de Leeds, Nottingham, Torquay se désistent tour à tour. À St Albans, Blackpool et Southend-on-Sea, les autorités doivent annuler le concert parce que la police refuse d'en assurer la sécurité. À Glasgow, le District Council qui a interdit le passage de la tournée des Sex Pistols l'année précédente, donne son feu vert, une semaine seulement avant.
Attendus sur presque toutes les dates par des groupes hostiles, les incidents se multiplient : à Cleethorpes, ce sont des dockers qui les attaquent et le concert se transforme en bataille rangée. Et quand ce ne sont pas des éléments extérieurs, ce sont les fans eux-mêmes qui s'en prennent aux salles en détruisant les sièges.
Auparavant, les Stranglers ont tenté de tourner sur le continent européen au cours du mois d'avril : la première date doit avoir lieu en Belgique mais quand les Stranglers arrivent sur place, ils découvrent que la salle a brûlé la veille; le concert prévu à Paris dans la foulée doit être annulé pour cause de convocation au service militaire de Jean-Jacques Burnel. Elle sera remise au mois de mai en pleine tournée britannique.

### Héritage
L'appartenance des Stranglers au mouvement punk -voire à ce qu'on a appelé en 1977 la new wave- a été très contestée et l'est encore aujourd'hui. Ainsi la critique de Rattus Norvegicus parue dans le Melody Maker considérait que : « La seule raison pour laquelle les Stranglers pourraient être considérés new wave est que personne n'a eu le toupet de nous refiler cette merde avant. ». Dans un article légèrement antérieur du même journal, Caroline Coon faisait le distinguo entre les groupes proprement punks et les groupes new wave (dont les Stranglers) qui « ne sont définitivement pas des punks hardcore mais, parce qu'ils jouent avec rapidité et énergie ou parce qu'ils s'y essaient fortement, font partie de la scène. » Trouser Press tranchait en disant : « Oui, ils sont punks parce qu'ils sont issus de la même scène combative des pubs et des clubs que les Pistols et compagnie et qu'ils ont montré le même dégoût, à la fois dans leur musique et dans leurs interviews, pour la domination du rock des 70s par des monstres trop payés, indolents et bouffis d'orgueil. Non, ils ne sont pas punks : premièrement, parce qu'ils sont plus vieux et moins acharnés à prétendre être à l'avant-garde d'un nouvel ordre ; deuxièmement à cause de leur musique. »
Pourtant, ils sont fréquemment cités comme source d'inspiration par nombre de groupes punk de la première (London, UK Subs, The Cravats) ou de la deuxième vague (GBH, Anti-Nowhere League). La sortie des deux premiers albums et les incessantes tournées des Stranglers à Londres et dans le reste de l'Angleterre leur assurent en effet une certaine popularité. Pour beaucoup de jeunes provinciaux, les Stranglers sont le premier groupe de la nouvelle vague à venir jouer dans leur ville.
Certains titres de l'album ont été repris au fil des ans par les Dub Pistols et Kim Fowley (Peaches), Nouvelle Vague et Simple Minds (Grip), les Meteors et Jesus Jones (Go Buddy Go) ou Tarwater (Down in the Sewer). En 1981, la chanteuse et actrice anglaise Hazel O'Connor fait entrer Hanging Around qui n'était jamais sorti en single, dans les charts britanniques à la 45e place.

## Caractéristiques artistiques

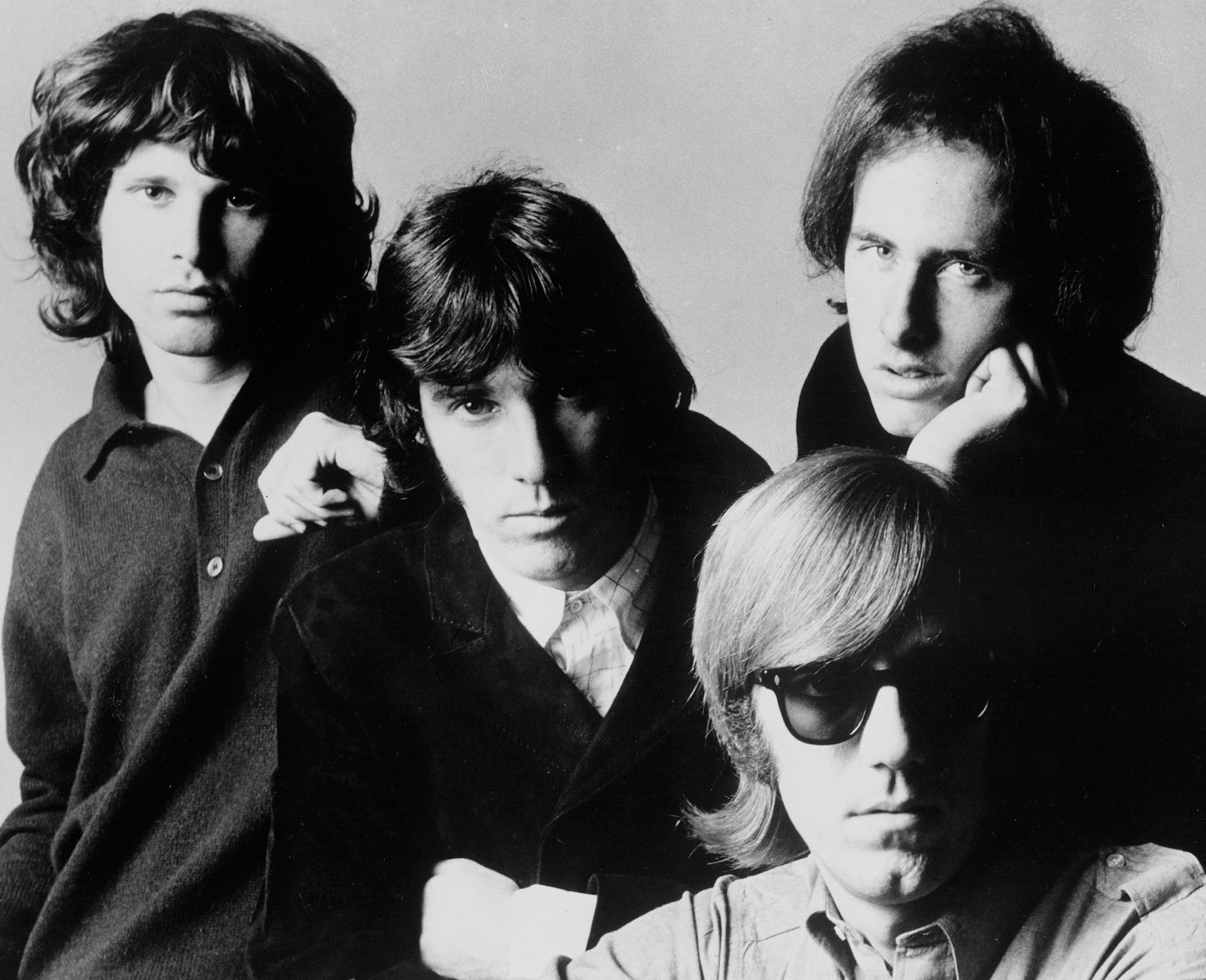
Une des influences des Stranglers : les Doors en 1968.

Au jeu des comparaisons, celles qui reviennent le plus fréquemment, sous la plume des journalistes de 1977, ce sont les Doors pour la musique et le Velvet Underground pour les paroles. Cela tranche déjà avec les références habituellement utilisées pour les groupes de la première vague punk, Stooges et New York Dolls en tête. Mais, de la même manière que le punk est venu en réaction au rock progressif des années 1970 et à ses ambitions musicales jugées excessives, Hugh Cornwell a expliqué, dans une interview de l’époque, son intention de remettre la chanson au cœur du rock.
La plupart des traits caractéristiques des Stranglers sont déjà en place sur leur premier album, par exemple cette noirceur dont Martin Rushent a dit : « Il y avait quelque chose de sinistre et de mauvais dans le groupe que je ne voulais pas dissimuler. Je ne sais pas si c’était réel ou s’ils faisaient semblant mais ça avait l’air de marcher. Les chansons vous arrivaient comme des crachats et je voulais que ça se ressente sur le disque. »

### Paroles
Hugh Cornwell a expliqué que les paroles qu’ils écrivaient à l’époque « portent sur le genre de vie urbaine qui touche les gens, qu’ils aient 15 ou 35 ans. », ce qu’un journaliste de Sounds relie à une tradition très anglaise incarnée, selon lui, par deux auteurs seulement jusque-là : Ian Dury et Ray Davies. Les thèmes abordés sur Rattus Norvegicus touchent principalement aux relations homme/femme (Sometimes, London Lady, Princess of the Streets, Peaches, Ugly) puis à une description de la vie du groupe à Londres (Hanging Around, Grip, Down in the Sewer). Goodbye Toulouse représente une exception, c’est une chanson « d’anticipation » basée sur une prédiction de Nostradamus.
Or, la plupart des groupes punk de la première génération expriment, d’une manière directe et provocatrice, les problèmes sociaux qui touchent la jeunesse d’alors (c’est le temps d’Anarchy in the U.K. ou de White Riot). Toujours critique, le Melody Maker estime à l’époque que les paroles des Stranglers « loin de fournir un exutoire à la frustration des jeunes d’aujourd’hui, sont du même acabit que celles de la plupart des groupes que les punks aiment détester - avec quelques gros mots en plus. » En fait, plus âgés que la plupart de leurs contemporains, JJ Burnel et Hugh Cornwell expriment cette frustration mais d’une manière plus sarcastique que colérique (Grip, London Lady, Down in the Sewer).
Mais ce qui les met vraiment à part, c’est l’impression de menace diffuse et l’atmosphère de misanthropie qui se dégagent de Rattus Norvegicus. Rock & Folk parle aujourd’hui de « climat noir et oppressant » tandis qu’un critique américain contemporain trouve les paroles « délicieusement sordides ». Trouser Press fait observer en 1977 que les auteurs « [tournent] autour des aspects sombres de l’humanité. Comme avec [Jim] Morrison, un vers censé être inoffensif voire plaisant sonne menaçant. »
Un certain nombre de chansons sur cet album (notamment Sometimes, Peaches, Princess of the Streets) et le suivant sont à l’origine d’une polémique, en Grande Bretagne, sur la misogynie du groupe. Il est à noter d’ailleurs qu’à l’époque de sa sortie, ce sont surtout des hommes qui ont été choqués, les quelques journalistes femmes étant beaucoup plus mesurées dans leurs critiques. Ainsi, pour un Phil McNeill écrivant : « C’est un album qui peut faire pleurer les gens -c’est-à-dire les femmes- des larmes d’indignation. », Caroline Coon rétorque avec humour : « On ne peut que ressentir de la compassion pour lui [Hugh Cornwell] et la tonalité sexiste de ses chansons car elles doivent être le reflet de l’état malheureux de ses affaires amoureuses. »
Le groupe s’est justifié maintes et maintes fois de cette accusation en expliquant qu’ils n’étaient que des observateurs. Ainsi Peaches qui décrit la réaction d’un homme observant les femmes en maillot de bain sur la plage : « À travers le temps, les hommes ont maté les femmes et la chanson parle de cela. (...) Ce n’est pas nécessairement une apologie du matage. On dit juste que ça existe. » D’autre part, il ne faut pas oublier la part d’humour « pince sans rire », comme le qualifie lui-même Hugh Cornwell, et de désir de provoquer du groupe.

### Musique
Dès le premier album, la plupart des journalistes soulignent l'originalité de leur musique. Ainsi la critique parue dans le New Musical Express explique que : « Les Stranglers se sont débrouillés pour trouver une place dans le rock qui n’a pas été trop exploitée (...). La même remarque pourrait aussi être faite pour une poignée de sorties récentes, ici et aux États-Unis, mais pour personne autant que pour les Stranglers. »
Musicalement, ils n’ont que peu à voir avec les groupes authentiquement punks qui arrivent dans le sillage des Sex Pistols, si ce n’est pour leur agressivité. Trois choses en particulier les en distinguent : la longueur et la complexité des chansons (les 7 min 30 s de Down in the Sewer sont divisées en quatre parties), leur tempo qui n’est pas forcément ultra-rapide (Princess of the Streets) et la maîtrise des instruments que les membres du groupe révèlent (Dave Greenfield, le plus expérimenté des quatre, en particulier).
Comparés brièvement à Television, ils n’ont pas, non plus, grand chose en commun avec les artistes de la new wave qui apparaissent à la même époque, qu’ils soient anglais (Elvis Costello, Ultravox !) ou américains (Blondie, Talking Heads). La différence réside dans la luxuriance gothique de leur musique dont les racines « plongent dans la face sombre du psychédélisme » selon Sounds et dans leur usage de l’orgue Hammond très prééminent, là où les autres artistes qui utilisent le piano ou l’orgue le font avec plus de parcimonie ou de manière plus conventionnelle.

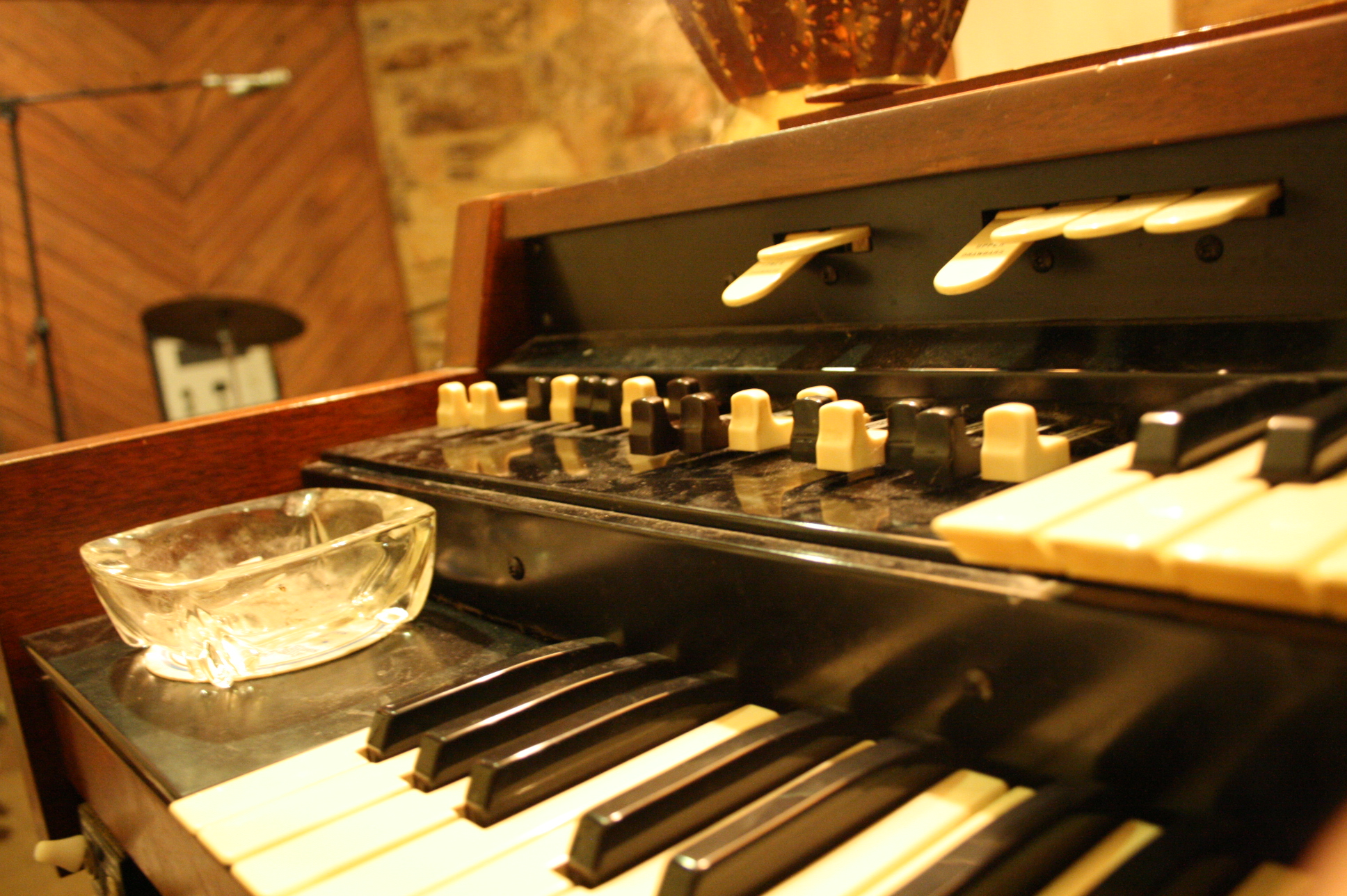
Le clavier d'un orgue Hammond L100, modèle utilisé par Dave Greenfield sur Rattus Norvegicus.

Leurs caractéristiques musicales transparaissent dès ce premier album : sens de la mélodie, écriture polyphonique, usage non conventionnel des instruments. La guitare est traitée dès Rattus Norvegicus comme un instrument à la fois rythmique et lead dont les solis sont « hautement mélodiques » (Sometimes). Les claviers, d’un emploi rare dans la nouvelle vague, donnent à la musique « ces degrés de perspective, profondeur et hauteur, produisant à eux seuls l'atmosphère générale du monde des Stranglers ». La batterie martèle le rythme « avec la précision d’une machine » et quelques tours de force physiques (la fin de Down in the Sewer).
Quant à la basse, on n’a jamais entendu jusque-là un son qui soit à la fois aussi agressif tout en gardant une qualité mélodique. La raison en est à rechercher dans le style propre de JJ Burnel mais également dans la façon dont Martin Rushent l’a enregistré : « Sur Rattus Norvegicus, Black & White et beaucoup des premiers morceaux, je cognais juste ma basse le plus fort que je pouvais parce que la basse n’a aucune dynamique. Malheureusement, cela voulait dire que notre producteur Martin Rushent devait la compresser à mort pour conserver le son à un certain niveau sur toute la chanson. C’est devenu notre son. » JJ Burnel inspirera toute une génération de bassistes après lui parmi lesquels : Peter Hook, Simon Gallup, Adam Clayton, Moose Harris...
Le site Music Story résume ainsi l’impression d’ensemble qui se dégage de l’album : « Plus que d’un disque, il s’agit d’une baffe fulgurante portée à l’auditeur (...). On n’a alors jamais entendu quelque chose de pareil dans le monde du rock, aussi direct et brut mais en même temps très technique et maîtrisé. »

### Titre par Titre
Sometimes : c’est une des premières chansons écrites par le groupe alors qu’ils vivaient encore chez Jet Black, à Guildford (1974). Elle relate, avec une franchise brutale, un incident survenu entre Hugh Cornwell et sa petite amie de l’époque. Découvrant que celle-ci le trompait, il l’avait alors battue : « Sometimes retrace une expérience personnelle au cours de laquelle il y a eu une rupture de communication entre moi et une fille que j’ai frappée. Parce qu’il n’y avait plus de mots que je pouvais utiliser pour décrire ce que je ressentais. » Dans le livre qu’il a écrit pour expliquer les chansons des Stranglers, Hugh Cornwell fait également le parallèle entre l’ambiance de ce morceau et l’agressivité qu’ils ressentaient en concert de la part du public. Plusieurs critiques ont noté la similitude musicale de Sometimes et de Light my Fire des Doors tandis que l’auteur de la musique lui-même avoue plutôt un hommage à une autre chanson des Doors : Love her Madly. La chanson contient également, en son milieu, un solo de guitare très mélodique, influencé par Robbie Krieger « dans la manière dont il est structuré et joué ».
Goodbye Toulouse : composée à l’été 1974 et jouée à l’automne de la même année, elle inaugure la série des valses écrites par le groupe dont on retrouvera quasiment un exemple, sur chacun de leurs albums ou singles jusqu’en 1990. Celle-ci est en 6/8. Les paroles ont été écrites par JJ Burnel mais chantées par Hugh Cornwell car les lignes de basse étaient trop frénétiques pour que JJ puisse chanter et jouer en même temps. La chanson tourne autour de la ville de Toulouse dont Nostradamus avait prévu la destruction dans une explosion (1er couplet) puis, à partir de là, JJ brode sur le thème d’une belle femme du Moyen Âge (3e couplet). Le bruit que l’on entend à la fin de la chanson est censé évoquer cette catastrophe que l’auteur attribue à l’explosion d’une centrale atomique ; de la même manière, le son d’orgue au début évoque une sirène d’alarme. Basse, orgue puis guitare reprennent tour à tour le motif écrit par Hugh Cornwell avant que celui-ci ne double ce thème en canon, sur le pont, dans un hommage incongru à Steve Hillage : « Cette chanson représentait une parfaite opportunité pour placer ces lignes [de guitare] décalées [les unes par rapport aux autres] et pour doubler les enregistrements... quelque chose qui n’était pas très punk ! ».
London Lady : souvent considéré comme le morceau le plus punk de l’album, il décrit le milieu londonien dans lequel évoluait le groupe et en particulier les groupies qui se pressaient autour d’eux. JJ Burnel y fait également allusion au Dingwalls, un des pubs où ils ont joué fréquemment en 1976-77 et où avait eu lieu une altercation très médiatisée entre lui et Paul Simonon. Hugh Cornwell résume le sujet dans une interview de l’époque : « London Lady parle de femmes à la tête vide (...) qui n’ont aucune personnalité. Elles poursuivent le fantasme de la scène rock parce que leurs propres vies sont vides. Alors tout ce dont elles peuvent parler, c’est avec quel musicien elles ont couché la semaine dernière. » Des années plus tard, il reconnaîtra : « Elles sont devenues (...) des stéréotypes de bandes dessinées pour leur propre sexe. Mais de la même façon, parce que nous le faisions avec elles, nous sommes devenus des stéréotypes de BD pour ce que nous étions, c’est-à-dire des musiciens de rock. » Chanson très ironique dans ses paroles, elle est construite autour d’un riff de guitare à la sonorité moqueuse et se termine par une partie de guitare « presque atonale, totalement libre dans sa forme ».
Princess of the Streets : le morceau le plus lent de l’album est un blues qui rappelle l’amour de son auteur, JJ Burnel, à la fois pour les groupes du British blues boom qu’il voyait en concert, adolescent et pour L.A. Woman des Doors qu’il considère comme un album de blues. C’est aussi un des morceaux les plus mélodiques de l’album. À rebours de son image de dur et de bagarreur, le bassiste laisse transparaître sa sensibilité dans les paroles qui traitent de la difficile relation qu’il entretenait avec sa petite amie de l’époque (« She’s gone and left me/I don’t know why/That girl she’s crazy/She made me cry » se traduit par : Elle est partie et m’a quitté/Je ne sais pas pourquoi/Cette fille est folle/Elle m’a fait pleurer). Elle démarre sur une intro à la basse et contient deux solis distincts : l’un de Hugh Cornwell, l’autre de Dave Greenfield. La petite amie en question est également l’héroïne de la chanson Choosey Susie qui figure en face B du 45 tours offert avec les premiers exemplaires de Rattus Norvegicus.
Hanging around : selon Hugh Cornwell, ce morceau aurait dû constituer le troisième single tiré de Rattus Norvegicus mais les Stranglers étaient alors trop occupés avec l’enregistrement de leur deuxième album. Les paroles font référence à leur environnement de l’époque : amis, rencontres de hasard, pubs fréquentés, y compris le Coleherne qui est un bar gay. Comme cela s’est produit à plusieurs reprises dans l’histoire des Stranglers, les paroles ne proviennent pas d’un seul auteur mais, des années après, le souvenir de qui a fait quoi s’est un peu effacé : d’après Hugh Cornwell, trois des couplets et le refrain ont été écrits par lui tandis que le quatrième couplet a été ajouté par le bassiste. Pour JJ Burnel, la majorité des couplets ont été écrits par lui, le guitariste étant responsable du refrain. Le biographe des Stranglers considère ce morceau comme leur meilleur de l’époque, grâce à deux choses : sa structure qui va crescendo entre la petite intro à l’orgue et le final entraînant avec « tous les riffs bizarres de guitare entre » et l’interaction guitare-claviers qui se répondent en canon sur le pont. L’intro est bâtie par l’addition successive de la batterie, puis des claviers, de la guitare et enfin de la basse, structure qu’ils reprendront sporadiquement par la suite.
Peaches : la genèse de la chanson remonte à l’époque où le groupe avait brièvement signé un contrat avec le label de reggae Safari (1975). Par l’entremise du patron du label, Reg McLean, il leur arrivait de louer les amplis que Hugh Cornwell avait ramené de Suède, pour des soirées jamaïcaines à Londres. Impressionné par le son de la basse sur les morceaux de dub et de reggae entendus lors d’un de ces concerts, JJ Burnel compose alors le riff de basse sur lequel est bâtie la chanson. Hugh Cornwell rajoute les paroles qui traitent, d’une manière pince sans rire, de la réaction d’un homme regardant les femmes à la plage. Des années plus tard, Jet Black parlera « d’humour britannique de carte postale de plage ». Le morceau constitue l’une des deux faces A du deuxième 45 tours du groupe mais ne passe guère en radio, malgré une version éditée spécialement pour la BBC, dans laquelle le groupe a enlevé les mots grossiers ou crus qui y figuraient. En dépit de cette « censure », le single est un des succès de l’été 1977 et monte à la 8e place des charts britanniques. C’est une sorte de pseudo-reggae sur lequel Jet et JJ n’arrivent pas tout à fait à capturer le rythme propre à ce style musical mais dont l’intro constitue « la quintessence de la basse particulière, puissante, presque envahissante de JJ ». En 2009, le magazine Bass Guitar Magazine élira d’ailleurs Peaches en tête de son classement des meilleures lignes de basse.

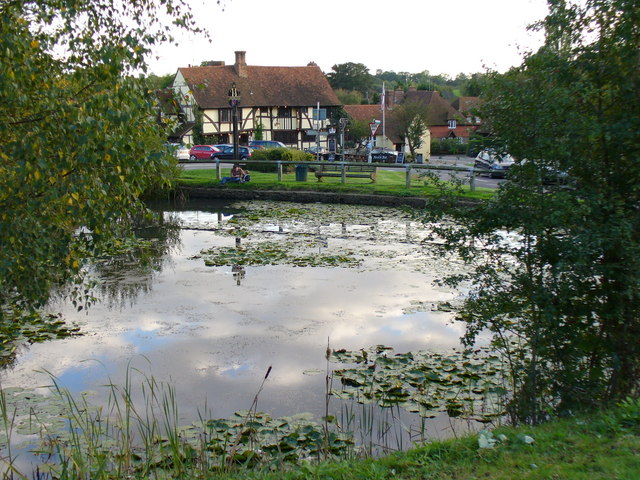
Entre 1975 et 1977, les Stranglers vivent et composent dans le bucolique village de Chiddingfold (Surrey).

(Get a) Grip (on Yourself) : composée lors du séjour du groupe à Chiddingfold (1975-76) par Hugh Cornwell, Grip est enregistrée en décembre 1976, un peu avant le reste de l’album, afin de constituer le premier 45 tours. La chanson parle de leurs débuts difficiles et de leur acharnement à réussir (« Just strap on your guitar and we’ll play some rock’n roll/But the money’s no good/Just get a grip on yourself » qui peut se traduire par : Attache ta guitare et nous allons jouer du rock’n roll/Mais l’argent ne rentre pas/Ressaisis-toi juste). Le producteur Martin Rushent demande à Hugh Cornwell d’enregistrer quatre guitares qu’il mixe ensuite ensemble pour étoffer le son. L’un de leurs managers de l’époque, Dai Davies, a l’idée de rajouter un solo de saxophone et embauche, pour ce faire, un musicien amateur gallois de sa connaissance. Celui-ci est mineur dans le civil et se rend spécialement à Londres en train pour l’enregistrement. Entré à la place 44 dans les charts britanniques, la semaine de sa sortie, le single en ressort instantanément, à la suite d'une erreur du magazine chargé d’imprimer les classements. Des années après, Hugh Cornwell reste persuadé qu’il y avait là une intention délibérée de l’organisme officiel chargé de compiler les charts.
Ugly : pour Hugh Cornwell, c’est la chanson la plus libre dans sa forme, de l’album. JJ Burnel qui en est l’auteur-compositeur, a voulu qu’elle sonne comme du Dr Feelgood mais, comme il le dit lui-même : « Evidemment, chaque fois que nous avons voulu imiter quelque chose, ça a fini stranglérifié ! Nous avons toujours raté notre coup. » Les paroles de la chanson dont le message principal est que l’argent attire la beauté, sont délibérément provocantes et un peu surréalistes. Son auteur ne les a jamais véritablement expliquées. Musique et paroles donnent une tournure sinistre à la chanson qui est décrite comme « une broderie psychédélique (...) qui utilise un riff tournoyant et menaçant et un chant agressif qui traite de la laideur. » La critique parue dans Best juge, quant à elle que : « Hanging Around et Ugly sont les sommets de ce rock un peu baroque. »
Down in the Sewer : placé à la fin de l’album, Down in the Sewer en est le morceau le plus long (7’30). C’est un hommage aux Doors qui avaient clôt les deux faces de L.A. Woman par deux morceaux de plus de 7’ (Riders on the Storm et L.A. Woman). Parce qu’il est séparé en quatre parties distinctes, Hugh Cornwell le compare, dans le livre qu’il a écrit pour expliquer les chansons, à une suite classique. La juxtaposition de thèmes différents dans un même morceau était également une technique employée couramment par les groupes de rock progressif des années 1970.
La première pièce est sous-titrée Falling, elle joue le rôle d’une ouverture instrumentale. Le passage chanté qui suit est la partie Down in the Sewer proprement dite. C’est la pièce la plus longue ; elle se termine par une coda au cours de laquelle Dave Greenfield joue des variations sur le thème principal. Durant les concerts, Hugh Cornwell et JJ Burnel utilisaient cette coda pour effectuer une « rat walk », ce qui en faisait varier la longueur en fonction de l’humeur du soir. Le passage instrumental suivant : Trying to Get out Again reprend le motif de la première partie. Enfin, un nouveau thème constitue la dernière partie qui est également instrumentale. Sous-titrée Rats Rally, elle se termine sur une accélération du tempo puis on entend des bruits de chasse d’eau et de cris de rats.
La chanson se développe sur une période d’à peu près une année, pièce par pièce, à partir du riff de basse emmené par JJ Burnel que l’on entend au début. Le bassiste s’inspire là d’une des autres grandes influences du groupe : Captain Beefheart. La chanson est ensuite mise au point, en grande partie, dans la salle des fêtes du petit village de Brook, à côté de Chiddingfold. Pendant un moment, le morceau ne contient que trois « mouvements » jusqu’à ce que Hugh Cornwell ait l’idée d’ajouter la mélodie finale qu’il fait interpréter à Dave Greenfield.
Les paroles sont une métaphore de la vie du groupe, à cette époque. Comme les rats, ils vivent la nuit, se rendant à Londres pour un concert et y restant jusqu’au petit matin. La capitale est comparée à un égout (sewer en anglais) dans lequel « les gens appartenant à de larges communautés commencent à se comporter comme des animaux et pas comme des êtres humains. Ils ignorent le fait qu’ils peuvent penser et rationaliser leurs émotions (...) et à la fin, tout le monde devient comme des rats. »

### Pochette et titre
À l’origine, l’album devait s’appeler Dead on Arrival (expression médicale qui se traduit par : décédé avant son arrivée à l’hôpital) et il était prévu que la photo du rat en contre-jour qui figure au verso de la pochette, en constitue la couverture. Mais la maison de disques insiste pour que le groupe apparaisse en photo sur le recto, comme il est d’usage pour les nouveaux artistes. Et l’image très forte du rat, que l’illustrateur de United Artists a voulu en référence à Down in the Sewer, incite le groupe à rebaptiser l’album du nom scientifique du rongeur. Le rat est aussitôt adopté comme emblème par le groupe.
Les deux photos de la couverture et de la pochette intérieure sont prises dans une demeure londonienne du XVIIIe siècle, située à Blackheath (Londres) et propriété d’un antiquaire. Tous les objets que l’on voit sur la pochette intérieure lui appartiennent et ont été interprétés ultérieurement par les membres du groupe comme des symboles annonçant leurs albums à venir : Hugh Cornwell tient une poupée par la main (Bring on the Nubiles sur l’album No More Heroes), Dave Greenfield a un chat sur les genoux (Feline), Jean-Jacques Burnel tient une lance viking dans chaque main, une horloge derrière pourrait suggérer la chanson Enough Time (Black And White), un homme en noir tourne le dos à la scène en arrière-plan (The Gospel According to the Meninblack), Hugh Cornwell s’est mis un tube transparent dans l’oreille (Aural Sculpture).
Le recto de la pochette comporte le nom du groupe écrit dans une police de caractères quelconque et le chiffre IV qui est à relier au nombre des membres. Le titre n’apparaît qu’au verso, avec le logo du groupe qui a été imaginé dès 1976 par Kevin Sparrow. Le journaliste Chas de Whalley fait remarquer que cette pochette est très différente des autres pochettes de la nouvelle vague, parlant de « côté obscur du psychédélisme » dans sa critique.

## Caractéristiques techniques

### Liste des chansons
1. Sometimes - 4:50
2. Goodbye Toulouse - 3:12
3. London Lady : 2:25
4. Princess of the Streets - 4:34
5. Hanging Around - 4:25
6. Peaches - 4:03
7. (Get A) Grip (On Yourself) - 3:55
8. Ugly - 4:03
9. Down in the Sewer - 7:30
  - a) Falling
  - b) Down in the Sewer
  - c) Trying To Get Out Again
  - d) Rats Rally

Toutes les chansons de l'album sont signées "The Stranglers" et éditées par April Music/Albion Music.
Lors de la réédition de l'album en CD, en 2001, trois titres ont été ajoutés :
1. Choosey Susie
2. Go Buddy Go
3. Peasant in the Big Shitty (live)

### Singles tirés de l'album
Deux singles comportant deux faces A (et pas une face A et une face B) sont tirés de l’album : 
- (Get a) Grip (on Yourself)/London Lady sort en janvier 1977, en avant-première de l’album.
- Peaches/Go Buddy Go sort en mai 1977.

Un troisième single (avec une face A et une B) est spécialement édité et offert avec les 10 000 premiers exemplaires de l’album :
Peasant in the Big Shitty (live)/Choosey Susie. Peasant in the Big Shitty provient de l’enregistrement du concert du 10 décembre 1976, au pub The Nashville Room, qui devait constituer le premier album du groupe.
Une seule vidéo est éditée pour le premier single Grip, elle comporte les images d’un concert privé filmé au Hope & Anchor et le son de l’album.

### Personnel

#### Interprètes
- Hugh Cornwell — guitares, chant, chœurs
- Jean-Jacques Burnel — basse, chant, chœurs
- Dave Greenfield — claviers, chant, chœurs
- Jet Black — batterie, percussions
- Eric Clark — saxophone ténor sur (Get A) Grip (On Yourself)

#### Équipe de production
- producteur : Martin Rushent
- ingénieur du son : Alan Winstanley
- mixage : Doug Bennett
- assistant mixage : Benny King
- conception de la pochette et direction artistique: Paul Henry
- photographe : Trevor Rogers